# Пинк 15
Пинк 15 е бивш частен телевизионен канал в Северна Македония, който е бил собственост на Желко Митрович.
Телевизията се създава след закупуването на телевизия К-15 от Pink International Company на Желко Митрович, стартира на 22 октомври 2010 г. При създаването ѝ е обявено че 60 % от нейните емисии ще се състоят на македонски език.
След година и половина каналът изпада във финансови проблеми, и след неизпълни плащания на телевизията е отнет лиценза за излъчване. Каналът е закрит на 11 май 2012 г.